# Cantalupo Ligure
Cantalupo Ligure là một đô thị ở tỉnh Alessandria trong vùng Piedmont của Italia, có vị trí cách khoảng 110 km về phía đông nam của Torino và khoảng 40 km về phía đông nam của Alessandria. Tại thời điểm ngày 31 tháng 12 năm 2004, đô thị này có dân số 552 người và diện tích là 24 km².
Đô thị Cantalupo Ligure có các frazioni (các đơn vị cấp dưới, chủ yếu là các làng) Pallavicino, Borgo Adorno, Pessinate, Semega, Campana, Zebedassi, Besante, Arborelle, Colonne, Pertuso, Prato, Merlassino, và Costa Merlassino.
Cantalupo Ligure giáp các đô thị: Albera Ligure, Borghetto di Borbera, Dernice, Montacuto, Roccaforte Ligure, và Rocchetta Ligure.